# BibSonomy
BibSonomy ist ein System für die Verwaltung von Bookmarks (Lesezeichen) und zur gemeinsamen Nutzung von Publikationen.

## Merkmale
Nutzer können ihre Bookmarks sowie den Text interessanter Publikationen mit BibSonomy in einer Webdatenbank (Repository) speichern und organisieren. Da diese Inhalte von verschiedenen Benutzern durch gemeinschaftliches Indexieren erschlossen werden, handelt es sich um ein Social-Bookmarks-System.
BibSonomy bietet flexible Möglichkeiten der Suche und unterstützt die Integration unterschiedlicher Nutzergemeinschaften, indem es als Online-Community zum Literaturaustausch dient. Durch spezielle Erfassungs- und Abfragemöglichkeiten werden Forschungsteams und Lerngruppen unterstützt.
Sowohl Bookmarks als auch Publikationen können durch Schlagwörter (Tags) annotiert werden, um Informationen zu strukturieren und eine flexible Suche zu ermöglichen. Dem Benutzer werden dabei Vorschläge für Schlagwörter unterbreitet; er kann aber auch neue Schlagwörter frei auswählen, wodurch sich das Vokabular an neue Inhalte anpassen kann. Ein solches unkontrolliertes Begriffsystem im Social Tagging wird auch Laien-Taxonomie oder Folksonomy genannt. Es wird von den beitragenden Forschungsgruppen und individuellen Nutzern zur Beschreibung ihrer Informationsbedürfnisse weiterentwickelt.
Der Text einer Publikation kann z. B. als PDF hochgeladen werden. Publikationsdaten werden im BibTeX-Format gespeichert. Exportiert werden können sie auch in anderen Formaten, etwa EndNote oder HTML (beispielsweise zur Erstellung einer Publikationsliste).

## Geschichte
Das System wurde von einem Team von Studenten und Wissenschaftlern vom Fachgebiet Wissensverarbeitung der Universität Kassel entwickelt und bereitgestellt. In Zusammenarbeit mit der Universitätsbibliothek Kassel wurde die auf BibSonomy basierende Online-Literaturverwaltung PUMA entwickelt. PUMA steht für Akademisches Publikationsmanagement.